# Shūnqār
Shūnqār (persiska: شونقار) är en ort i Iran.   Den ligger i provinsen Västazarbaijan, i den nordvästra delen av landet, 500 km väster om huvudstaden Teheran. Shūnqār ligger 1 290 meter över havet och antalet invånare är 134.
Terrängen runt Shūnqār är huvudsakligen platt, men norrut är den kuperad.Runt Shūnqār är det ganska tätbefolkat, med 108 invånare per kvadratkilometer. Närmaste större samhälle är Naqadeh, 9,5 km sydväst om Shūnqār. Trakten runt Shūnqār består till största delen av jordbruksmark.